# 戈爾比夫
50°39′35″N 26°35′6″E / 50.65972°N 26.58500°E

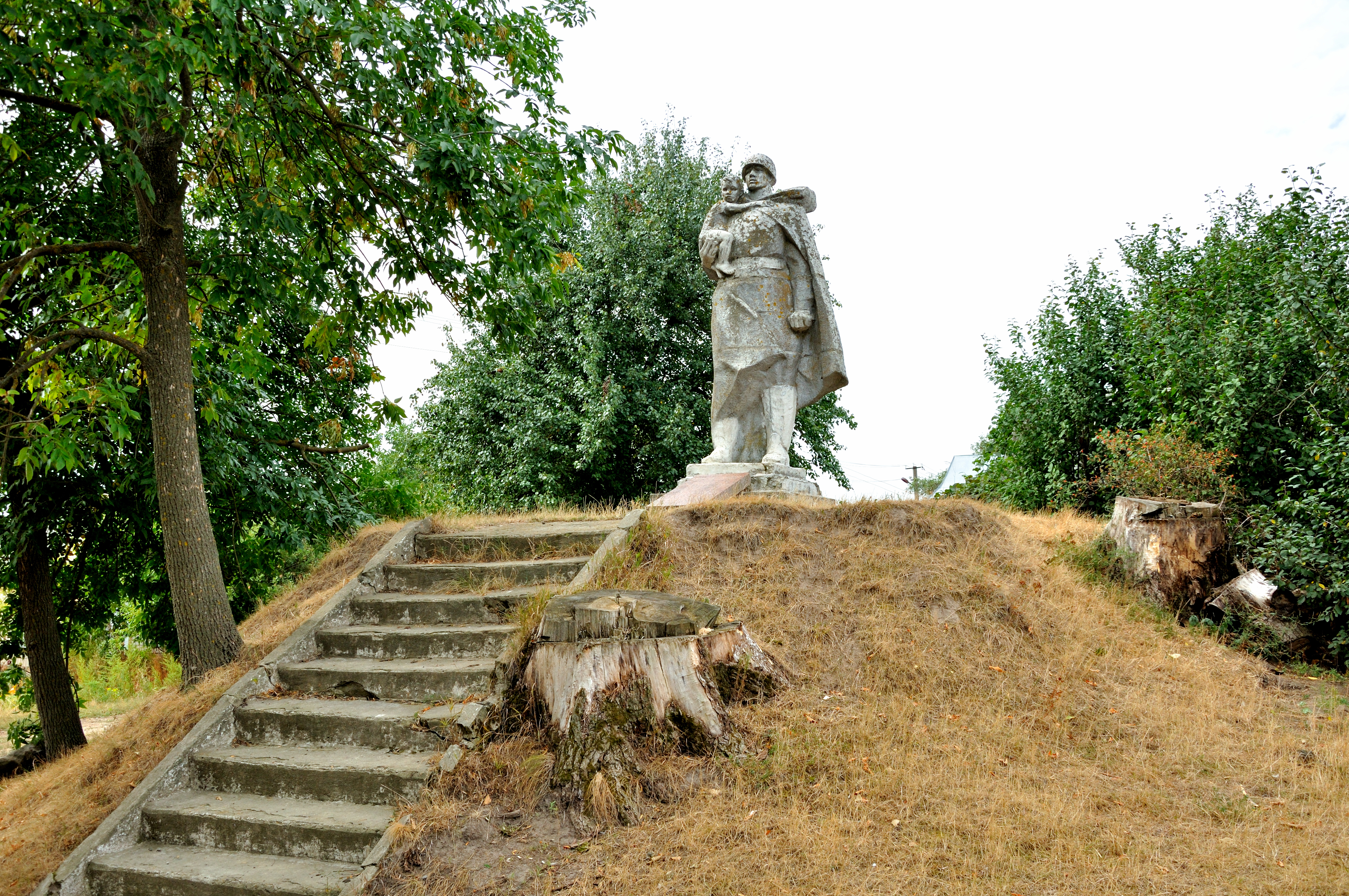

戈爾比夫（烏克蘭語：Горбів），是烏克蘭西北部的村莊，隸屬里夫內州的里夫內區。該村始建於1902年，面積1.16平方公里，海拔高度203米，2023年人口170，人口密度每平方公里244人。